# Augastes scutatus
El colibrí colaceleste o colibrí de cola celeste (Augastes scutatus) es una especie de ave apodiforme de la familia Trochilidae, una de las dos pertenecientes al género Augastes. Es endémica del este de Brasil.

## Distribución y hábitat
Se encuentra únicamente en el centro este de Brasil, desde el noreste hasta el sureste del estado de Minas Gerais.
Esta especie es considerada localmente común en sus hábitats naturales: los campos rupestres (regiones montanas con vegetación xerófila)) y en quebradas con vegetación montana densa entre 900 y 2000 m de altitud. Dos subespecies muestran segregación altitudinal: ilseae ocurre típicamente en bosques en galería y arbustales aledaños a cerca de 900 m, hasta los 1200 m; la nominal ocupa áreas rocosas con vegetación baja a mayores altitudes, hasta los 2000 m.

## Estado de conservación
El colibrí colaceleste había sido calificado como casi amenazado por la Unión Internacional para la Conservación de la Naturaleza (IUCN) hasta el año 2018, cuando fue re-calificado como preocupación menor debido a su ocurrencia en varias áreas protegidas y a que su hábitat no es adecuado para agricultura y se encuentra relativamente bien preservado.

## Sistemática

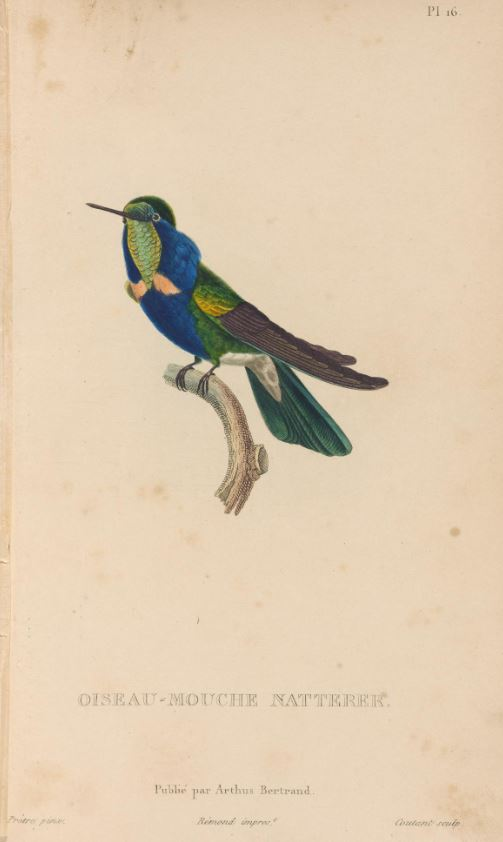
Augastes scutatus, ilustración de Prêtre en Lesson Histoire naturelle des oiseaux-mouches, 1829.

### Descripción original
La especie A. scutatus fue descrita por primera vez por el ornitólogo neerlandés Coenraad Jacob Temminck en 1822 bajo el nombre científico Trochilus scutatus; su localidad tipo es: «Brasil».

### Etimología
El nombre genérico masculino «Augastes» proviene de la palabra del griego «augastēs» que significa ‘luminoso’, ‘radiante’; y el nombre de la especie «scutatus», en latín significa ‘armado con un escudo’.

### Taxonomía
La subespecie soaresi a veces es tratada como intermediaria entre las otras dos.

### Subespecies
Según las clasificaciones del Congreso Ornitológico Internacional (IOC) y Clements Checklist/eBird  se reconocen tres subespecies, con su correspondiente distribución geográfica:
- Augastes scutatus scutatus (Temminck), 1824 – altitudes mayores en regiones montañosas del centro y este de Minas Gerais.
- Augastes scutatus ilseae Grantsau, 1967 – altitudes moderadas en regiones montañosas del centro y este de Minas Gerais.
- Augastes scutatus soaresi Ruschi, 1963 – cuenca del río Piracicaba en el centro sur de Minas Gerais.